# Fridtjof-Nansen-Klasse
Die Fridtjof-Nansen-Klasse ist eine Klasse von fünf Fregatten der norwegischen Marine. Sie ist nach der Álvaro-de-Bazán-Klasse die zweite Klasse in Europa, die mit dem Aegis-Kampfsystem ausgerüstet ist.

## Geschichte

### Entwicklung
Die Geschichte der Nansen-Klasse begann in den 1990er Jahren. Damals machte sich allmählich die Materialermüdung der 1964 bis 1966 gebauten Fregatten der Oslo-Klasse bemerkbar. So waren die Havarie und der Untergang der Oslo im Januar 1994 auf einen Motorausfall zurückzuführen, dessen Ursache Materialermüdung war. Die Fregatten der Oslo-Klasse waren Bauten aus der Zeit des Kalten Krieges und auf die Verteidigung von Norwegen gegen den Ostblock ausgelegt, der 1990 zerfallen war. Man begann die Planung einer Klasse von moderneren und auch international einsetzbaren Fregatten.

### Bauauftrag, technische Probleme und Baubeginn
Im Juni 2000 wurde der spanischen Werft Navantia ein Auftrag über fünf moderne Fregatten erteilt, die bis 2009 fertigzustellen seien. Als Design wurde eine etwas „abgespeckte“ Version der spanischen Álvaro-de-Bazán-Klasse gewählt. Nach diesem Vertrag hätte Navantia die ersten drei Fregatten in Spanien gebaut, während die beiden letzten Einheiten mit Unterstützung aus Spanien und dem Anliefern großer Teile in Form fertiger Module durch Navantia in Norwegen fertiggestellt worden wären.
Im Lauf des Programms kam es zu massiven technischen Problemen, Kostenüberschreitungen und Verzögerungen. Die letzten beiden Einheiten wurden nun doch in Spanien bei Navantia gebaut, was weitere Verzögerungen und Kostenüberschreitungen in Grenzen halten sollte.
Die Bauphase der Schiffe wurde um ein Jahr gestreckt.
Im April 2003 wurde als erste Einheit die Fridtjof Nansen auf Kiel gelegt. Danach wurde in einem jährlichen Rhythmus jeweils ein Schiff zu Wasser gelassen und noch am selben Tag das nächste auf Kiel gelegt. Nach der Endausrüstung und umfassenden Erprobungen konnte die erste Einheit am 5. April 2006 mit einem Jahr Verzögerung in Dienst gestellt werden. Die weiteren Einheiten folgten im jährlichen Rhythmus zwischen Mitte 2007 und Anfang 2011.

### Einsatz
Der erste Kampfeinsatz der Fridtjof Nansen, noch ohne Bordhubschrauber, war eine Teilnahme an der EU-Operation Atalanta. Zu diesem Zweck lief die Fregatte am 1. August 2009 aus ihrem Heimatstützpunkt Haakonsvern bei Bergen aus.

## Technik

### Stealth-Technologie
Die Nansen-Klasse ist wie die meisten in Beschaffung oder in Planung befindlichen Kriegsschiffe nach Stealth-Prinzipien gebaut, also so, dass sie möglichst schwer zu orten sind. Das Hauptaugenmerk der Entwickler liegt in der Regel auf der Radarrückstrahlung und der Infrarotsignatur. Der Wunsch nach möglichst geringer Radarrückstrahlung führt, so auch bei der Nansen-Klasse, zu den charakteristischen glatten und schräggestellten Außenwänden. Auch Raketenstarter, Geschütze, Beiboote etc. sind verkleidet. Der zweite Punkt ist das Reduzieren der Wärmeabstrahlung, da diese von Infrarot-Sensoren geortet werden kann. Das Hauptproblem sind hierbei die Abgase, die deshalb in einem komplizierten Verfahren mit Luft durchmischt und abgekühlt werden, bevor sie ausgestoßen werden. Der Vorteil dieser Techniken besteht darin, dass die Schiffe erst relativ spät vom Gegner geortet werden können. Die von manchen Medien suggerierte totale Unsichtbarkeit ist jedoch nicht möglich. Auch sind Stealth-Schiffe wie die Nansen-Klasse nicht mit Stealth-Flugzeugen zu vergleichen. Schiffe befinden sich oft monatelang auf Einsatzfahrten und sind ständig dem aggressiven Meerwasser ausgesetzt, deshalb können viele im militärischen Flugzeugbau verwendete Spezialbeschichtungen bei Schiffen nicht verwendet werden.

### Aegis-Kampfsystem
Alle Einheiten der Nansen-Klasse sind mit dem Aegis-Kampfsystem und dem dazugehörigen AN/SPY-1F-Radar ausgerüstet. Beide Komponenten werden vom amerikanischen Rüstungsunternehmen Lockheed Martin hergestellt und wurden ursprünglich für die Ticonderoga-Kreuzer der US Navy entwickelt. Da die Nansen-Klasse aber gerade einmal halb so groß ist wie Ticonderogas und immerhin noch knapp 20 Prozent kleiner ist als die bisherig kleinsten Schiffe mit Aegis, die Álvaro-de-Bazán-Klasse, musste ein neues Radar entwickelt werden, das so groß war, dass es auch auf kleineren Fregatten eingesetzt werden kann. So wurde aus dem AN/SPY-1D das AN/SPY-1F.
Die Aufgabe des Aegis-Kampfsystems besteht darin, alle Sensoren, Rechensysteme und Effektoren an Bord des Schiffes zu vernetzen und so einerseits dem Kommandeur ein möglichst umfangreiches Lagebild zur Verfügung stellen zu können und andererseits im Angriffsfall die Zeit zwischen Entdeckung des Angriffes bis zur Erstellung der Feuerleitlösung und schließlich dem Einsatz der Abwehrsysteme zu minimieren.
Das SPY-1F ist ein dreidimensionales Phased-Array-Radar; es ist der Hauptsensor des Aegis-Systems.

### Sonaranlagen
Zur Ortung von U-Booten ist die Nansen-Klasse mit zwei verschiedenen Sonarsystemen ausgerüstet: dem im Rumpf eingebauten MRS2000 und dem (aktiv und passiv arbeitenden) Schleppsonar vom Typ CAPTAS Mk2. Für beide Systeme ist die Thales Group Hauptauftragnehmer.

### Kommunikation
Zur Kommunikation ist ein Integriertes Kommunikationssystem des Herstellers Aeromaritime Systembau GmbH aus Neufahrn b. Freising eingerüstet. Eingerüstet sind unter anderem UHF- und SHF-Satellitenkommunikation sowie das Datenaustauschsystem Link 11 der NATO. Für zukünftige Aufrüstungen wurde Platz für das bereits in Betrieb befindliche Link 16 sowie das in Entwicklung befindliche Link 22 gelassen.

### Unterkünfte
Obwohl die Nansen-Klasse etwa dreimal so groß wie die vorhergehende Oslo-Klasse ist, kommt sie mit der gleichen Besatzungsstärke aus. Deshalb war es möglich, die Besatzung wesentlich komfortabler unterzubringen. Unter Berücksichtigung des Wechsels des Einsatzspektrums und -gebietes von der Nordsee und im Nordatlantik bei der Oslo-Klasse, zu weltweiten Peacekeeping-Operationen bei der Nansen-Klasse, erschien dies erforderlich.

### Bewaffnung
Als Schiffsgeschütz wurde das weitverbreitete Leichtgeschütz 76/62 Compact des italienischen Rüstungskonzerns Oto Melara gewählt. Es kann gegen Land-, See- und Luftziele eingesetzt werden. Später ging der Trend bei vielen anderen Marinen jedoch wieder in Richtung Geschütze mit größerem Kaliber, da diese vor allem gegen Landziele eine größere Reichweite und Durchschlagskraft aufweisen. Für die norwegische Marine dürfte auch von Bedeutung gewesen sein, dass ihre neuen Schnellboote der Skjold-Klasse das gleiche Geschütz verwenden, was logistische Vorteile haben kann.
Zur Luftabwehr ist das amerikanische Mk 41 Vertical Launching System mit acht Zellen eingerüstet. Jede dieser Zellen fasst ein Quadpack ESSM. Dies bedeutet, dass jedes Schiff bis zu 32 ESSM mitführen kann. Für die Zukunft wurde noch Platz gelassen, um bei Bedarf weitere VLS-Zellen einrüsten zu können.
Als Seezielflugkörper sind zwei Vierfachstarter für Naval Strike Missiles (NSM) vorhanden. Dieser Seezielflugkörper wird vom norwegischen Staatsbetrieb Kongsberg hergestellt.
Zur Bekämpfung von U-Booten sind alle fünf Einheiten mit Stingray-Leichtgewichtstorpedos von BAE Systems ausgerüstet.
Um solche Anschläge wie jenen auf die Cole im Jahr 2000 zu verhindern, zählen auch 12,7-mm-Maschinengewehre zur Ausstattung.

### Hubschrauber
Als erstes Kampfschiff in der Geschichte der norwegischen Marine haben die Schiffe die Fähigkeit, permanent einen Hubschrauber einzuschiffen und einzusetzen. Hierfür sind die Schiffe achtern mit einem Hangar und einem Landeplatz ausgerüstet. Der Hangar kann Hubschrauber der 10-Tonnen-Klasse aufnehmen, wie zum Beispiel den NH90, der von der Norwegischen Marine als Bordhubschrauber vorgesehen ist. Auf dem Landeplatz können bei Bedarf auch Hubschrauber der 15-Tonnen-Klasse landen. Dazu gehört beispielsweise der AgustaWestland EH101, der unter anderem von den NATO-Nationen und Nordseeanrainern Vereinigtes Königreich und Dänemark eingesetzt wird.

## Einheiten
Die neuen Schiffe, die alle in Bergen beheimatet sind, sind benannt nach fünf Nationalhelden Norwegens, die sich durch Entdeckungen verdient gemacht haben: Fridtjof Nansen, Roald Amundsen, Otto Sverdrup, Helge Ingstad und Thor Heyerdahl.
| Kennung | Name            | Bild | Kiellegung        | Stapellauf        | Indienststellung   | Verbleib        | Bemerkung |
| ------- | --------------- | ---- | ----------------- | ----------------- | ------------------ | --------------- | --- |
| F310    | Fridtjof Nansen |      | 9. April 2003     | 3. Juni 2004      | 5. April 2006      | aktiv           | |
| F311    | Roald Amundsen  |      | 3. Juni 2004      | 25. Mai 2005      | 21. Mai 2007       | aktiv           | |
| F312    | Otto Sverdrup   |      | 25. Mai 2005      | 28. April 2006    | 30. April 2008     | aktiv           | |
| F313    | Helge Ingstad   |      | 28. April 2006    | 23. November 2007 | 29. September 2009 | wird abgewrackt | Wird in Folge einer Havarie, verursacht durch eine Kollision am 8. November 2018 bei Øygarden, aus wirtschaftlichen Gründen abgewrackt. |
| F314    | Thor Heyerdahl  |      | 23. November 2007 | 11. Februar 2009  | 18. Februar 2011   | aktiv           | |

## Ähnliche Fregattenklassen
Ähnliche Fregattenklassen sind unter anderem
- City-Klasse (Royal Navy)
- De-Zeven-Provinciën-Klasse (Niederländische Marine)
- Baden-Württemberg-Klasse (Fregatte 125, Deutsche Marine)
- FREMM (vor allem Marine Nationale und Italienische Marine)
- Iver-Huitfeldt-Klasse (Dänische Marine)